# Jeff Reine-Adélaïde
Pour les articles homonymes, voir Reine (homonymie).
Jeff Reine-Adélaïde, né le 17 janvier 1998 à Champigny-sur-Marne en France, est un footballeur français, d'origine martiniquaise (Rivière-Pilote), qui joue en tant que milieu de terrain à l'Heracles Almelo.

## Biographie

### En club

#### Jeunesse et formation
Jeff Reine-Adélaïde a évolué au Champigny-sur-Marne FC 94, à l'US Torcy puis au RC Lens.
En 2011, en compagnie de Colin Dagba, il participe au concours d'entrée au Pôle Espoirs de Liévin, mais n'est pas admis.
Au RC Lens, il joue avec l'équipe réserve du club. Il fait une apparition sur le banc des remplaçants avec l'équipe première, le 18 avril 2015 lors d'une défaite 3-1 contre Metz, sans rentrer en jeu.

#### Arsenal FC

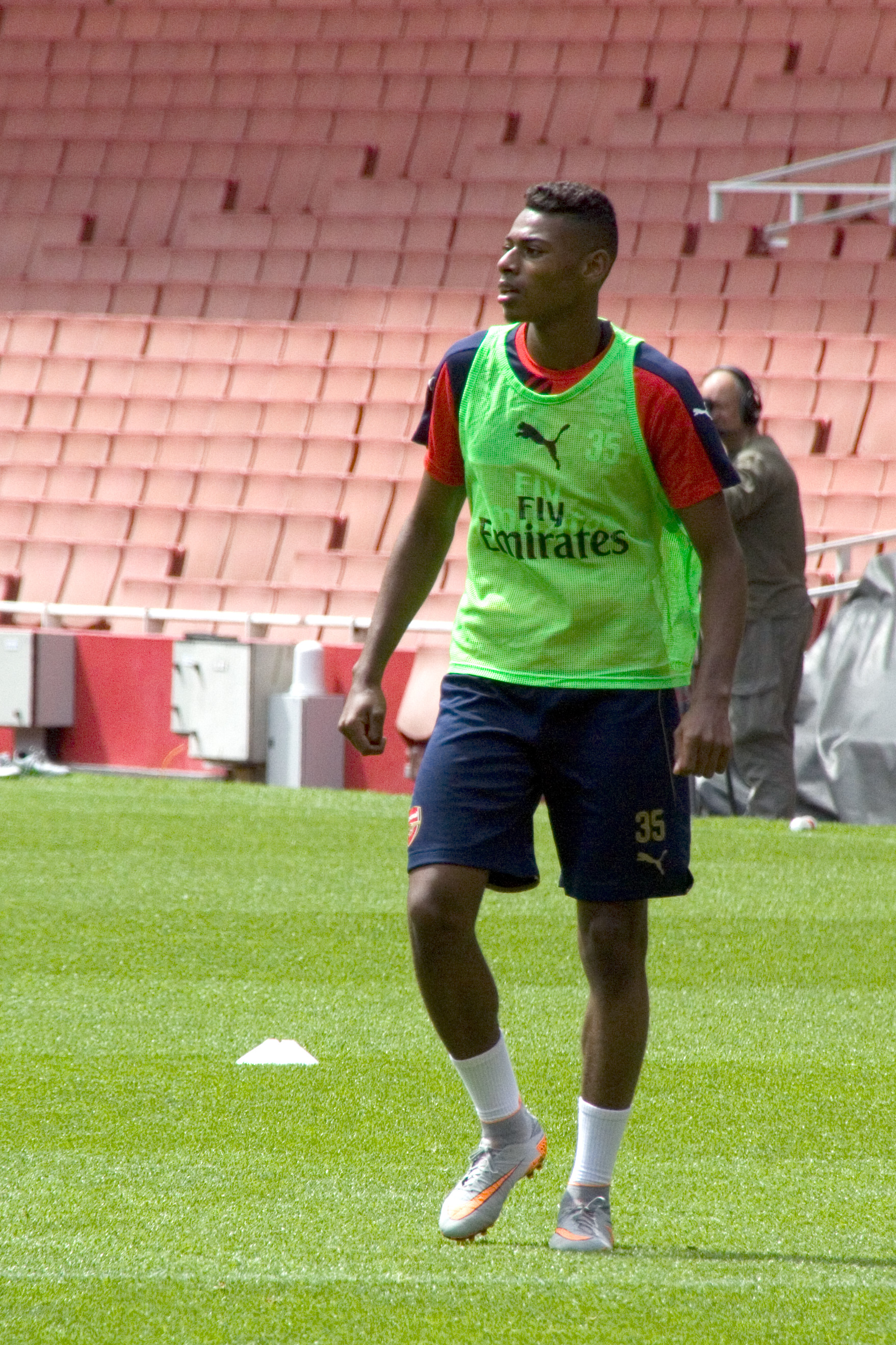
Reine-Adélaïde s'entraînant avec Arsenal

En 2016, Jeff Reine-Adélaïde signe un contrat avec Arsenal, en Angleterre. Il fait ses débuts pour son équipe lors du match de l'Emirates Cup contre Lyon.
Il fait ses débuts professionnels avec Arsenal le 9 janvier 2016 contre Sunderland, en entrant en jeu à la 81e minute à la place de Joel Campbell.
Reine-Adélaïde participe également à la victoire en finale de play-offs de la Ligue U21 2016, à l'Emirates. Cette victoire permet la promotion des Gunners en première division de la Ligue U21.
Il fait un total de huit apparitions avec l'équipe première. Sa dernière apparition remonte au 20 février 2017 lors de la victoire contre Sutton United au cinquième tour de la Coupe d'Angleterre. Après un match contre Reading avec les U23 d'Arsenal, Reine-Adélaïde subit une blessure qui l'éloigne des terrains pour le reste de la saison 2016-2017.

#### Angers SCO
Le 31 janvier 2018, après dix mois sans apparition en match officiel avec Arsenal FC, il est prêté sans option d'achat au Angers SCO.
Il fait ses débuts le 10 février 2018 en entrant en jeu lors d'une défaite 4-0 contre l'AS Monaco.
Le 26 juillet 2018, Jeff quitte définitivement Arsenal FC et signe pour quatre saisons au sein du club angevin.
Lors de la saison 2018-2019, l'entraîneur du SCO d'Angers, Stéphane Moulin, commence par le faire jouer sur le flanc droit de l’attaque, mais le joueur peine à s'imposer. Lors de 28e journée, Angers se déplace à Montpellier. Alors que son équipe est menée 2-0, l'entraîneur angevin fait rentrer Jeff Reine-Adélaïde au poste de milieu axial. Le joueur s'illustre, permettant à son équipe de revenir à 2-2. Stéphane Moulin décide alors de l'installer définitivement à ce poste.

#### Olympique lyonnais (2019-2023)
Le 14 août 2019, il s'engage avec le club de l'Olympique lyonnais, avec lequel il signe un contrat de cinq ans. Pour s'offrir les services de Jeff Reine-Adélaïde, l'OL s'engage à verser 25 millions d’euros au SCO d'Angers, auxquels s'ajoutent 2,5 M€ de bonus ainsi qu'un pourcentage de 15 % à la revente en cas de plus-value sur un éventuel futur transfert. Il devient alors le plus gros transfert de l'histoire de l'OL.
Le 15 décembre 2019, Jeff Reine-Adélaïde se blesse gravement lors d'un match de Ligue 1 de l'OL contre Rennes. Il est victime d'une rupture du ligament croisé antérieur du genou droit, son indisponibilité étant estimée à au moins six mois par le staff médical de l'Olympique lyonnais.
Le 3 février 2021, il se blesse de nouveau gravement lors d'une rencontre face à l'AS Monaco. Une nouvelle fois c'est une rupture des ligaments croisés antérieurs mais cette fois-ci au niveau du genou gauche .
Le 4 mars 2022, il fait son grand retour sur le terrain face au FC Lorient soit 13 mois après son dernier match de Ligue 1 et sa rupture du ligament croisé antérieur du genou gauche avec l'OGC Nice.

#### Prêt à l'OGC Nice (2020-2021)
Le 8 octobre 2020, il est prêté pour une saison avec option d'achat à l'OGC Nice par l'Olympique lyonnais.
Le club de Nice n'ayant pas levé l'option d'achat, il retourne à l'Olympique lyonnais en fin de saison.

#### Prêt à l'ES Troyes AC (2023)
Le 30 janvier 2023, il est prêté pour six mois à l'ES Troyes AC, pensionnaire de Ligue 1.

#### RWD Molenbeek (2023-2024)
En septembre 2023, Jeff Reine-Adélaïde est transféré de l'Olympique lyonnais au RWD Molenbeek. Il n'y a pas d'indemnité de transfert, les deux clubs étant détenus majoritairement par John Textor par l'intermédiaire de la société Eagle Football.

#### US Salernitana (2024-)
À l'été 2024, il signe pour deux ans avec l'US Salernitana, club évoluant en Serie B.

### En sélections
Reine-Adélaïde est membre de l'équipe française qui remporte la finale du Championnat d'Europe U17 2015, battant l'Allemagne 4-1 en finale. Il est également inclus dans l'équipe du tournoi,.

## Statistiques détaillées

### En club

#### Parcours professionnel
| Saison                | Club                  | Championnat           | Championnat | Championnat | Championnat | Coupe nationale | Coupe nationale | Coupe nationale | Coupe de la Ligue | Coupe de la Ligue | Coupe de la Ligue | Compétition(s) continentale(s) | Compétition(s) continentale(s) | Compétition(s) continentale(s) | Compétition(s) continentale(s) | Total | Total | Total |
| Saison                | Club                  | Division              | M.          | B.          | P.d.        | M.              | B.              | P.d.            | M.                | B.                | P.d.              | Comp.                          | M.                             | B.                             | P.d.                           | M.    | B.    | P.d.  |
| 2015-2016             | Arsenal FC            | Premier League        | -           | -           | -           | 2               | 0               | 0               | -                 | -                 | -                 | C1                             | -                              | -                              | -                              | 2     | 0     | 0     |
| 2016-2017             | Arsenal FC            | Premier League        | -           | -           | -           | 3               | 0               | 0               | 3                 | 0                 | 0                 | C1                             | -                              | -                              | -                              | 6     | 0     | 0     |
| Sous-total            | Sous-total            | Sous-total            | -           | -           | -           | 5               | 0               | 0               | 3                 | 0                 | 0                 | -                              | -                              | -                              | -                              | 8     | 0     | 0     |
| 2017-2018             | Angers SCO (prêt)     | Ligue 1               | 10          | 0           | 0           | -               | -               | -               | -                 | -                 | -                 | -                              | -                              | -                              | -                              | 10    | 0     | 0     |
| 2018-2019             | Angers SCO            | Ligue 1               | 35          | 3           | 3           | 1               | 0               | 0               | -                 | -                 | -                 | -                              | -                              | -                              | -                              | 36    | 3     | 3     |
| 2019-2020             | Angers SCO            | Ligue 1               | 1           | 1           | 1           | -               | -               | -               | -                 | -                 | -                 | -                              | -                              | -                              | -                              | 1     | 1     | 1     |
| Sous-total            | Sous-total            | Sous-total            | 46          | 4           | 4           | 1               | 0               | 0               | -                 | -                 | -                 | -                              | -                              | -                              | -                              | 47    | 4     | 4     |
| 2019-2020             | Olympique lyonnais    | Ligue 1               | 14          | 2           | 3           | -               | -               | -               | -                 | -                 | -                 | C1                             | 8                              | 0                              | 0                              | 22    | 2     | 3     |
| 2020-2021             | Olympique lyonnais    | Ligue 1               | 1           | 0           | 0           | -               | -               | -               | -                 | -                 | -                 | -                              | -                              | -                              | -                              | 1     | 0     | 0     |
| 2021-2022             | Olympique lyonnais    | Ligue 1               | 10          | 0           | 1           | -               | -               | -               | -                 | -                 | -                 | C3                             | 1                              | 0                              | 0                              | 11    | 0     | 1     |
| 2022-2023             | Olympique lyonnais    | Ligue 1               | 14          | 0           | 0           | -               | -               | -               | -                 | -                 | -                 | -                              | -                              | -                              | -                              | 14    | 0     | 0     |
| Sous-total            | Sous-total            | Sous-total            | 39          | 2           | 4           | -               | -               | -               | -                 | -                 | -                 | -                              | 9                              | 0                              | 0                              | 48    | 2     | 4     |
| 2020-2021             | OGC Nice (prêt)       | Ligue 1               | 16          | 1           | 2           | -               | -               | -               | -                 | -                 | -                 | C3                             | 4                              | 0                              | 1                              | 20    | 1     | 3     |
| 2022-2023             | ES Troyes AC (prêt)   | Ligue 1               | 6           | 0           | 1           | -               | -               | -               | -                 | -                 | -                 | -                              | -                              | -                              | -                              | 6     | 0     | 1     |
| Total sur la carrière | Total sur la carrière | Total sur la carrière | 107         | 7           | 11          | 6               | 0               | 0               | 3                 | 0                 | 0                 | -                              | 13                             | 0                              | 1                              | 129   | 7     | 12    |

### En sélection

#### Equipes de jeunes
| Saison                | Sélection             | Campagne              | Phases finales | Phases finales | Phases finales | Éliminatoires | Éliminatoires | Éliminatoires | Matchs amicaux | Matchs amicaux | Matchs amicaux | Total | Total | Total |
| Saison                | Sélection             | Campagne              | M              | B              | Pd             | M             | B             | Pd            | M              | B              | Pd             | M     | B     | Pd    |
| --------------------- | --------------------- | --------------------- | -------------- | -------------- | -------------- | ------------- | ------------- | ------------- | -------------- | -------------- | -------------- | ----- | ----- | ----- |
| 2013-2014             | France - 16 ans       | -                     | -              | -              | -              | -             | -             | -             | 1              | 0              | 0              | 1     | 0     | 0     |
| 2014-2015             | France - 17 ans       | UEFA Euro 2015        | 5              | 0              | 0              | 1             | 0             | 0             | 4              | 1              | 0              | 10    | 1     | 0     |
| 2015-2016             | France - 18 ans       | Coupe du Monde 2015   | 4              | 0              | 0              | -             | -             | -             | 4              | 1              | 0              | 8     | 1     | 0     |
| 2016-2017             | France - 19 ans       | UEFA Euro 2017        | -              | -              | -              | 3             | 0             | 1             | 6              | 0              | 0              | 9     | 0     | 1     |
| 2017-2018             | France - 20 ans       | -                     | -              | -              | -              | -             | -             | -             | 1              | 0              | 0              | 1     | 0     | 0     |
| Sous-total            | Sous-total            | Sous-total            | 9              | 0              | 0              | 4             | 0             | 1             | 16             | 2              | 0              | 29    | 2     | 1     |
| 2018-2019             | France Espoirs        | UEFA Euro 2019        | 4              | 0              | 3              | 1             | 0             | 0             | 7              | 3              | 0              | 12    | 3     | 3     |
| 2019-2020             | France Espoirs        | UEFA Euro 2021        | -              | -              | -              | 4             | 3             | 0             | 2              | 0              | 0              | 6     | 3     | 0     |
| Sous-total            | Sous-total            | Sous-total            | 4              | 0              | 3              | 5             | 3             | 0             | 9              | 3              | 0              | 18    | 6     | 3     |
| Total sur la carrière | Total sur la carrière | Total sur la carrière | 13             | 0              | 3              | 9             | 3             | 1             | 25             | 5              | 0              | 47    | 8     | 4     |

## Palmarès

### En club
Avec l'Olympique lyonnais, Jeff Reine-Adélaïde est finaliste de la Coupe de la Ligue en 2020.

### En sélection nationale
Avec l'équipe de France -17 ans, il remporte le championnat d'Europe des moins de 17 ans en 2015.

### Individuel
- Membre de l'équipe-type du Championnat d'Europe des moins de 17 ans en 2015[22].
- Novembre 2019 : Trophée UNFP du joueur du mois de Ligue 1[26]